# Arthur O'Shaughnessy

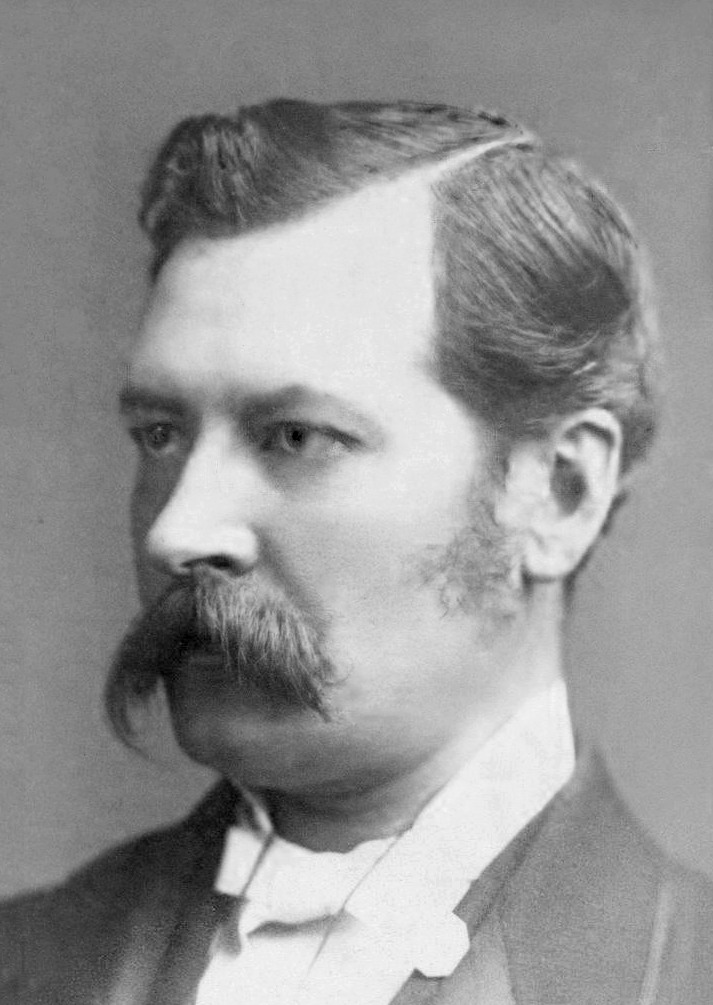
Arthur O'Shaughnessy, omkring 1875.

Arthur William Edgar O'Shaughnessy, född 14 mars 1844 i London, död 30 januari 1881 i London, var en brittisk poet.
O'Shaughnessy anknyter i sin diktning till Percy Bysshe Shelley och utgör en länk mellan de tidigare romantiken och 1890-talets dekadenta poesi. Utmärkande för hans alster är ett känsligt öra för ordens valörer och ett förfinat sinne för rytmiska nyanser. Bland O'Shaughnessys arbeten märks An epic of women and other poems (1870), Music and moonlight (1874) och Songs of a worker (1881).